# Belloy-en-Santerre
Belloy-en-Santerre är en kommun i departementet Somme i regionen Hauts-de-France i norra Frankrike. Kommunen ligger i kantonen Chaulnes som tillhör arrondissementet Péronne. År 2022 hade Belloy-en-Santerre 151 invånare.

## Befolkningsutveckling
Antalet invånare i kommunen Belloy-en-Santerre
| Referens: INSEE |